# Diedrich Murken

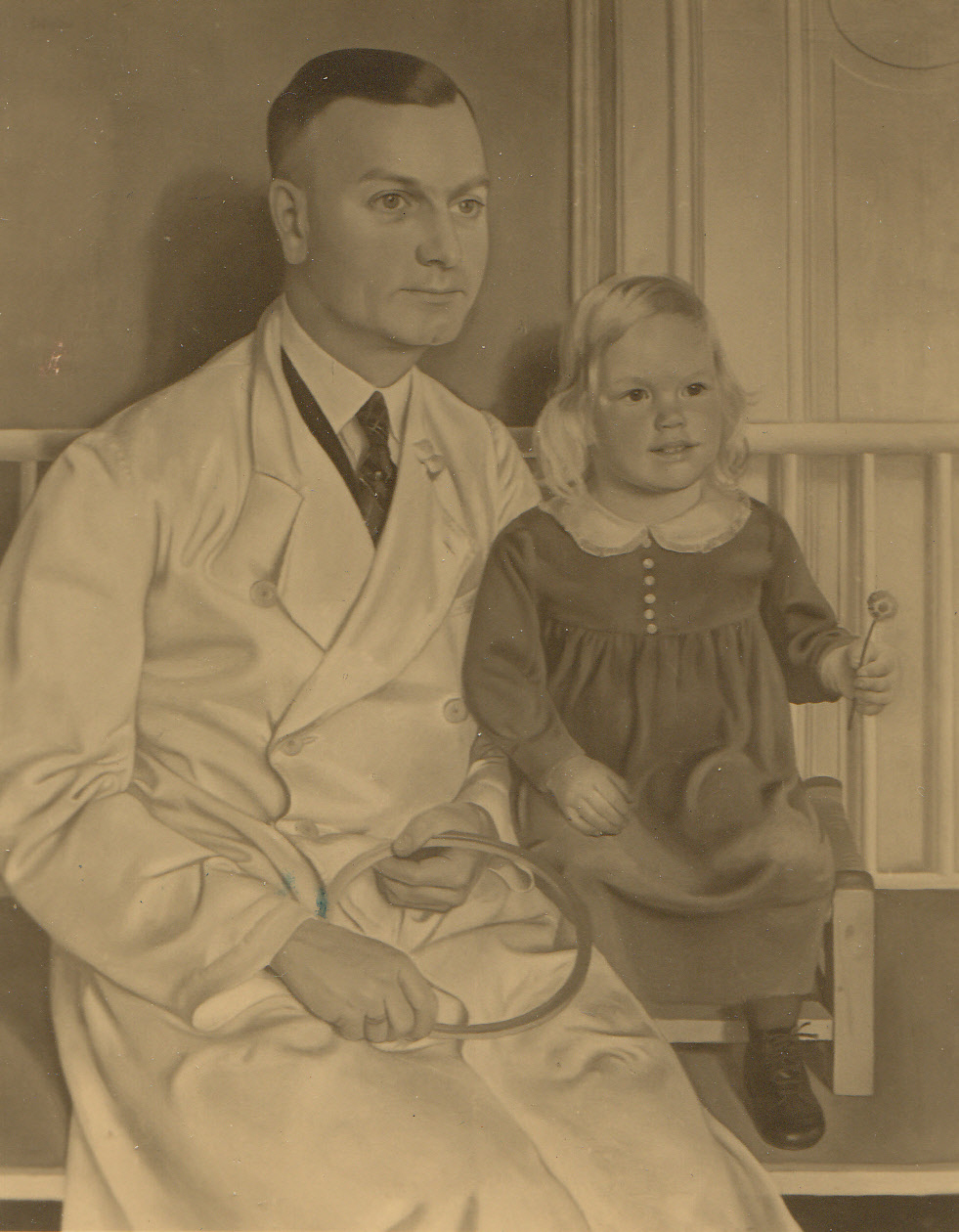
Bernhard Dörries: Dr. Diedrich Murken mit Tochter, 1934. Öl auf Leinwand, 120 × 100 cm. Fotografie von Elisabeth Murken, 1934

Diedrich Murken (* 17. August 1893 in Herford; † 23. Dezember 1958 in Gütersloh) war ein deutscher Arzt, Gynäkologe und Geburtshelfer.

## Leben und Wirken
Diedrich Murken studierte nach seinem Abitur am Friedrichs-Gymnasium in Herford von 1913 bis 1914 Medizin in Göttingen. Nach dem Wehrdienst bei dem Hannoverschen Pionierbataillon Nr. 10 in Minden 1914, als Unteroffizier an der Westfront in Flandern von 1915 bis 1917 und bis zum Kriegsende 1918 als Leutnant zur Flakabwehr in Rumänien setzte er das Medizinstudium in Göttingen und Jena von 1918 bis 1920 fort. Das Medizinische Staatsexamen legte er 1920 in Jena ab. Danach klinisches Praktikum in der Psychiatrischen Universitätsklinik in Jena bei Hans Berger (1873–1941). Dieser überließ ihm seine Krankenakten von durch Giftgas verwundeten Soldaten aus dem Flandernfeldzug im Ersten Weltkrieg als Doktorarbeit. Promotion 1920 an der Universität Jena über das Thema "Psychosen nach Kohlenoxyd-Vergiftung".
Facharztausbildung in Chirurgie am Städtischen Krankenhaus in Stolp (1921–1925). Ausbildung zum Sportarzt am Deutschen Hochschulinstitut in Marburg (1926). Anschließend Assistenzarzt an den Hebammenlehranstalten in Osnabrück und Hannover unter Leitung des Gynäkologen Paul Rissmann (1867–1932) von 1926 bis 1928. Von 1928 bis 1958 niedergelassener Facharzt für Frauenheilkunde und Geburtshilfe in Gütersloh, Gründer und ärztlicher Leiter der privaten Frauenklinik Dr. Diedrich Murken in Gütersloh 1946–1958.
Diedrich Murken ist Sohn des Gymnasiallehrers Diedrich Murken (1856–1937) und von Elise Murken, geb. Schaberg (1870–1959), Schwester der Malerin Laura Schaberg. Er war verheiratet mit der Berufsschullehrerin Elisabeth Murken, geb. Goebel (1908–1998), mit der er fünf Kinder hatte, darunter die Ärzte Axel Hinrich Murken und Jan Murken.

## Aktivitäten
Vorsitzender der Gütersloher Sportvereinigung Arminia (1930–1934), Vorsitzender des Ärztevereins des Kreises Wiedenbrück (1954–1958), Vorsitzender des Verbandes der Privatkliniken in Nordrhein-Westfalen (1954–1958), Vorsitzender der Elternpflegschaften der Gütersloher Realschulen (1948–1954). Mitglied des Vorstandes der Allgemeinen Ortskrankenkasse Bielefeld (1953–1958).

## Publikationen
- Psychosen nach Kohlenoxyd-Vergiftung (Medizinische Dissertation, Jena 1920)
- Doppelseitige symmetrische Femurschaftfraktur beim Neugeborenen bei spontaner Geburt In: Zentralblatt für Gynäkologie. 51 (1927), S. 2236 bis 2238
- Klinische Versuche mit Ovarialhormon In: Zentralblatt für Gynäkologie 52 (1928) S. 356–360
- Die Provinzial-Hebammen-Lehranstalt (Frauenklinik) In: Aus den sozialen Einrichtungen der Provinz Hannover. Düsseldorf 1928, S. 72–80